# Citroën Cactus
Cet article possède un paronyme, voir Cactus.
Citroën a présenté quatre concept-cars portant le nom de Cactus, dont trois sont basés sur le crossover de série le C4 Cactus.

## Présentation
Citroën à présenté deux concept-cars respectivement en 2007 et 2013, la Citroën C-Cactus et la Citroën Cactus. Puis en 2014, Citroën a lancé un crossover C4 Cactus. Les C-Cactus et Cactus sont totalement différents, seul le Cactus préfigure la version de série dans son design. Par contre, le C-Cactus préfigure l'idée du modèle nommé "Essentiel" dans la gamme Citroën, c'est-à-dire un véhicule simplifié ne comportant que l'essentiel.
Un troisième concept, la Citroën C4 Cactus Aventure, a été dévoilé après la présentation officielle de la C4 Cactus, exposée aux côtés de la version de série au Salon de Genève 2014. Il est suivi la même année par le Citroën C4 Cactus Airflow 2L, puis en 2015 par le Citroën Cactus M.

## Concept Citroën C-Cactus (2007)
La Citroën C-Cactus est un concept car présenté au Salon de Francfort 2007.
C-Cactus est un prototype roulant muni d'une motorisation hybride avec un moteur diesel HDi de 70 ch avec filtre à particules couplé à un moteur électrique de 30 ch logé dans la cloche d'embrayage. Il ne consomme que 2,9 litres aux 100 km pour des émissions de CO2 de 78 g/km. On trouve également dans l'habitacle de nombreuses pièces en matériau naturel (liège, laine) ou recyclé (verre). À l'automne 2008, PSA a confirmé vouloir industrialiser pour 2012 le projet C-Cactus, voiture ne disposant «que des pièces nécessaires» (soit deux fois moins que sur un véhicule classique dans l’habitacle) , à la vitesse limitée à 190 km/h.
L'extérieur du véhicule est dessiné par Olivier Vincent et l'intérieur par Cathal Loughnane.
Le nombre de pièces dans l'habitacle était réduit de moitié par rapport à un véhicule classique. D'où un gain de coût de montage, de matière et une simplification de l'automobile. On constate ainsi la suppression de la planche de bord passager et donc de son coussin gonflable de sécurité («airbag»). Les portes, grâce à leurs vitres fixes, ne sont composées que de deux pièces avec un décor réalisé par enlèvement de matière qui rend la laine d'isolation phonique visible.
Malgré cette simplification, Citroën a doté la C-Cactus d'un équipement complet :
- Système de navigation à écran tactile
- Lecteur MP3 portable tactile faisant office de clé
- Climatisation automatique
- Système audio
- Limitateur-régulateur de vitesse
- Frein à main électrique
- Toit panoramique

## Concept Citroën Cactus (2013)
La Citroën Cactus est un concept car présenté au Salon de Francfort 2013.
Elle a la particularité de présenter pour la première fois les "Airbump" sur ses portières ainsi que sur les boucliers avant et arrière, que l'on retrouvera sur la C4 Cactus de série présentée au Salon de Genève le 4 mars 2014. Ces AirBump ou coussins d’air ont une épaisseur de 5 cm, et sont constitués d’un plastique très souple : le TPU (polyuréthane). Ils ont la particularité de pouvoir s’enfoncer de 2 cm quand on appuie dessus, avant de reprendre leur forme initiale. Ceci permettra à Citroën de proposer un nouveau choix de personnalisation, la carrosserie sera en effet peinte en entier d’une couleur et les panneaux Airbump pourront être colorés dans une autre teinte.
"La Citroën Cactus représente à 80% la C4-Cactus" d'après Alexandre Malval, patron du design de la ligne C. Elle offre le même regard à deux étages que la Citroën C4 Picasso II.
La Citroën Cactus concept a participé au concours d'élégance du Chantilly Arts & Elegance Richard Mille en 2014, face à sa cousine la DS Divine.

## Citroën C4 Cactus (2014)
La C4 Cactus est une berline compacte, typée crossover, de la marque Citroën, présentée le 5 février 2014, date anniversaire d'André Citroën, avant une commercialisation en juin 2014. 
Le 26 octobre 2017, Citroën opère un profond restylage de la C4 Cactus qui perd son look de crossover pour devenir une berline. Elle prend, par la même occasion, à partir du début 2018, la place de la C4 dans la gamme. Les airbumps se font plus discret, en diminuant de taille et ils se trouvent placés au bas des portes. La face avant est totalement redessinée, la calandre adopte le style des derniers modèles de la marque que sont les C3 Aircross, Citroën C3 et C4 Picasso. À l'arrière le nom « Cactus » disparaît et il est disposé de chaque côté au niveau des vitres arrière qui restent à compas, et les feux sont nouveaux avec un effet 3D comme les C3 et C3 Aircross. La C4 Cactus est dotée des nouveaux amortisseurs à butée hydraulique progressive (PCF), déjà utilisés par la Citroën C5 Aircross en Chine.

## Concept Citroën C4 Cactus Aventure (2014)
La Citroën C4 Cactus Aventure est un concept car présenté au Salon de Genève 2014.
Exposée aux côtés de la C4 Cactus de série, elle s'en distingue par de gros pneus tout-terrain, des phares et des feux arrière protégés par une grille, un pare buffle à l'avant, des débattements de suspension augmentés et une peinture spécifique. Un coffre de toit installé sur les barres de toit regroupe des projecteurs additionnels.

## Concept Citroën C4 Cactus Airflow 2L (2014)
La Citroën C4 Cactus AirFlow est un concept-car exposé au Mondial de l'automobile de Paris 2014, revendiquant une consommation de 2 L/100 km, soit un gain de l'ordre de 40 à 45 % en conduite urbaine. Pour ce faire, elle emploie une technologie dénommée « Hybrid Air », qui associe un moteur essence (l'EB 3 cylindres de 82 chevaux) à une pompe oléohydraulique, installée sur la transmission et reliée à un réservoir d'air comprimé. Le véhicule profite également d'une réduction de sa masse d'environ 100 kg, grâce à l'emploi d'aluminium et de matériaux composites, ainsi que d'une aérodynamique optimisée censée permettre un gain d'environ 20 % de trainée. Peugeot appliquera une recette similaire à sa 208, avec le concept 208 Hybrid Air.

## Citroën Cactus M Concept (2015)
Le Citroën Cactus M Concept est un concept car qui a été présenté au Salon de Francfort 2015. C'est une version cabriolet du C4 Cactus qui rend hommage à la Citroën Méhari. Cependant, il n'est initialement pas prévu de le produire en série,. Finalement, la Citroën e-Méhari est lancée.